# Абесадзе, Отар Давидович
Отар Давидович Абесадзе (14 февраля 1934 — 5 ноября 1980) — советский и грузинский кинорежиссёр и сценарист. Заслуженный деятель искусств Грузинской ССР (1979). Его дочь — Нино Абесадзе, депутат израильского кнессета.

## Фильмография

### Режиссёр
- 1960 — От двора ко двору
- 1964 — Саламури
- 1967 — Скоро придёт весна
- 1970 — Звезда моего города
- 1975 — Спелые гроздья
- 1977 — Ученик Эскулапа

### Сценарист
- 1964 — Саламури
- 1967 — Скоро придёт весна
- 1970 — Звезда моего города
- 1975 — Спелые гроздья